# ママス&パパス
ママス&パパス（英語: The Mamas & the Papas）は、1960年代のアメリカで活躍したフォークグループ。
1998年、ロックの殿堂入りを果たした。

## 略歴
1960年代初め、キャス・エリオットが所属していたフォークバンド「ビッグ・スリー」と、デニー・ドハーティが所属していたバンド「ハリファックス・スリー」のメンバーが合流し、「マグワンプス」が結成された。このバンドはアルバム発表も出来ないまま解散し（一部のメンバーはラヴィン・スプーンフルを結成）、エリオットはカリフォルニア州でジャズ・シンガーとしての活動を始め、ドハーティはジョンとミッシェルのフィリップス夫妻が所属するフォークバンド、ニュー・ジャーニー・メンに参加した。このニュー・ジャーニー・メンはやがてフォークロックへと姿勢を変換し、カリフォルニア州に活動の場を移した。そこで再びエリオットと合流し、1965年にママス&パパスを結成する。
1965年11月、『青空を探せGo Where You Wanna Go』でデビュー。同年12月、フィリップス夫妻によって書かれた「夢のカリフォルニア」を発表。同曲は全米4位の大ヒットとなった。3枚目のシングル「マンデー・マンデー」は1位にまで昇り、ファースト・アルバム『夢のカリフォルニア(原題If You Can Believe Your Eyes and Ears)』もロング・ヒット。
だが、絶頂の最中に、ミシェル・フィリップスとデニー・ドハーティの不倫が発覚し、1966年、ミシェルは夫のジョンに追い出される形でグループを脱退する。しかし、適当な代役が見つからなかったため、ミシェルは結局すぐに復帰して、ジョンと寄りを戻した。その後は、1966年発売のシングル「アイ・ソー・ハー・アゲイン」が全米5位、この曲を収録したセカンド・アルバム『The Mamas & The Papas』も全米4位まで昇った。
1967年2月発売のサード・アルバム『Deliver』が全米2位を記録。このアルバムからは「愛する君に(Dedicated to the One I love)」が全米全英共に2位と大ヒット、「クリーク・アリー」も全米最高5位の記録を収めた。同年6月16日から3日間開催されたモンタレー・ポップ・フェスティバルに出演。ジョンはフェスティバルのテーマソング的役割を果たす「花のサンフランシスコ」を書き上げ、「ジャーニーメン」時代の同僚のスコット・マッケンジーが歌ったシングルは全米4位を記録した。
同年、「朝日をもとめて」「悲しみを幸せに(原題Glad to Be Unhappy)」などがヒット。しかしジョンとミシェルの夫婦仲は再び亀裂が生じ始めていた。そして1968年になると、グループは完全に崩壊し、各メンバーはそれぞれ個人的な活動を始めた。契約上制作しなければならなかった最後のアルバム『People Like Us』は、メンバーが各自で収録した曲をまとめて発売された。

## 関係者のその後
キャス・エリオットはソロ活動で大成功を収めたが、1974年のツアーの最中に心臓発作により死去。1980年代に入り、1960年代に活躍したバンドが次々に再結成する中、ママス&パパスも女性陣のメンバーを変更した上で再結成し、1994年には初来日も果たしている。来日時のオリジナル・メンバーはデニーのみで、ジョンは腰を痛めてツアーから離れていた。代わりに前述のスコット・マッケンジーが参加していた。ジョンとミシェルの娘チャイナは、ブライアン・ウィルソンの2人娘カーニーとウェンディとの3人でウィルソン・フィリップスを結成、1990年～1993年の活動期間に「ホールド・オン」などの大ヒットを放った。
2001年にジョン・フィリップスが心臓疾患により、2007年にはデニー・ドハーティが腎不全により死去した。ミシェル・フィリップスは、主に女優として活躍し、『デリンジャー』（1973年）や『バレンチノ』（1976年）などの代表作を持つ。

## メンバー
- ジョン・フィリップス（1935年8月30日 - 2001年3月18日）
- デニー・ドハーティ（1940年11月29日 - 2007年1月19日）
- キャス・エリオット（1941年9月19日 - 1974年7月29日）
- ミシェル・フィリップス（1944年6月4日 - ）